# 梅南茲 (紐約州)
梅南茲（英語：Menands）是位於美國紐約州奧爾巴尼縣的村。

## 人口
根據2020年美國人口普查的數據，梅南茲的面積為8.58平方千米，當中陸地面積為7.93平方千米，而水域面積為0.65平方千米。當地共有人口4554人，而人口密度為每平方千米531人。